# Лемке, Иоганн Филипп
Иоганн (Ханс) Филипп Лемке (нем. Johann Philipp Lemke), швед. Johan Filip Lemke; 1631, Нюрнберг — 13 апреля 1711, Стокгольм) — немецко-шведский художник-баталист, график и офортист, с 1683 года работавший при шведском королевском дворе.

## Биография
Сын сержанта гвардии, участник Тридцатилетней войны. Посещал школу в Гамбурге, с 1642 по 1647 год учился живописи у Якоба Вейера. Затем отправился в Харлем, где учился у Якоба де Вета с 1649 по 1651 год. После этого вернулся в Нюрнберг и работал помощником гравера Георга Штрауха (1613–1673). В 1653 году был зарегистрирован как «Мастер» в родном городе за его картину, изображающую сражение израильтян против Амаликитян.
В 1653—1657 годах стажировался в Риме у Питера ван Лара и Жака Куртуа́. 
В 1660-х годах его работы заинтересовали Давида Клёккер-Эренстраля и Эрика Дальберга, после чего в октябре 1683 года он был приглашён ко двору шведского короля Карла XI.
Сотрудничал с генерал-директором фортификации Швеции Эриком Дальбергом при создании им проектов крепостных сооружений. Первые известные батальные полотна датируются 1684 годом — «Сражение при Хальмстаде» и «Битва при Лунде». Создал ряд картин для верхней галереи дворца Дроттнингхольма (1684) , затем последовали полотна, изображающие подвиги короля Карла X в нижней галереи, всего двадцать четыре картины. 
Создал большое количество офортов на библейские темы и небольшие картины, которые оставил без подписи. Многие из них  приписывались другим художникам. В числе его учеников был Карл Густав Тессин, ставший видным дипломатом.
Картины художника ныне хранятся в Национальном музее Швеции, Библиотеке Уппсальского университета, Гётеборгском художественном музее и др.
- Сражение при Хальмстаде
- Переход короля Карла XII через Дюну в 1701 г.
- Варшавская битва (1656)
- Битва при Лунде
- Варшавская битва (1656)
- Переход Карла X Густава через Большой Бельт